# 铬
鉻（意为顏料），是一種化學元素，元素符號为Cr，原子序數为24，原子量為51.9961 u，在第六族元素中排行首位。鉻元素是一種銀灰色，具金屬光澤，堅硬而脆的過渡金屬，其莫氏硬度達到8.5為眾金屬中理论最高，然而实际硬度并不如理论，鉻是一種高價值的金屬，其經高度拋光後，仍能抵抗鏽蝕；鉻亦為不鏽鋼的主要添加物，為其提供防蝕特性。拋光的鉻金屬可以反射約70%可見光以及近乎90%紅外光。
其命名源自於古希臘語χρῶμα（拉丁化：chrōma），原意為「色彩或顏料」，因為大多數鉻的化合物都具有顏色。
鉻鐵合金是由鉻鐵礦通過矽熱或鋁熱反應，再和鉻金屬經由鍛燒及浸濾過程，接著以碳和鋁還原而生成的。鉻金屬的價值在於其具有高度耐腐蝕性和硬度。鋼鐵生產中的一個重大發展是發現藉由添加金屬鉻形成不銹鋼，可使鋼材具有高度耐腐蝕和褪色的特性。不銹鋼和鍍鉻（使用電鍍法）共佔商業用途的85%。
以金属铬为阳极电解水（无论碱性还是中性条件）都会产生黄色铬酸根离子（六价铬）
在美國，三價鉻離子（Cr(III)）被認為是人體的必須營養素，用於胰島素、糖和脂質代謝，然而在2014年，歐盟歐洲食品安全局得出結論，認定目前沒有足夠證據證實鉻元素是不可或缺的營養素。
鉻金屬及三價鉻離子（Cr(III)）毒性很小，但六價鉻離子（Cr(VI)）具有剧毒且為一级致癌物質，產生的六价铬需使用还原剂（如：亚硫酸盐，亚铁离子）还原成低毒三价铬离子

## 字源
鉻由發現者路易-尼古拉·沃克蘭命名為法語：，源自希臘語（拉丁化：chrōma），字面意思是顏色或顏料，因為由這種元素構成的化合物擁有許多不同顏色。是美式英文與拉丁語，根據，加上金屬離子常用的詞尾-ium之後形成。法文与英式英文为，德文为。在現代標準漢語中，鉻的讀音爲ㄍㄜˋ（音同「各」），中國大陆地区1985年前读作ㄌㄨㄛˋ（音同「洛」）。

## 歷史
1761年，德國人約翰·戈特洛布·萊曼（Johann Gottlob Lehmann）在烏拉山區發現一種橘紅色的金屬礦，取名為西伯利亞紅鉛，但這種礦石實際上由铬铅矿構成。1770年，彼得·西蒙·帕拉斯在同一個地點，見到這種礦石。這種金屬被帶回歐洲後，被當成顏料，使用於油畫等地方。當時歐洲鉻鉛礦都需要由俄國輸入，產量不大。
1797年，法国人路易-尼古拉·沃克蘭得到一些铬铅矿樣本。經過與鹽酸混合，他從中製作出三氧化鉻。1798年，在加熱三氧化鉻溶液之後，沃克朗從中分離出鉻，確認為化學元素之一。
1994年，中國兵馬俑二號坑開挖， 坑中取出來的一批秦朝青銅劍經過檢驗後發現外層鍍上了一層含有約10微米的鉻鹽化合物，后经研究发现是受到漆的污染。

## 性质

### 物理性质
鉻是元素週期表中第四個被發現的過渡金屬，其電子組態為[Ar]3d54s1，鉻是週期表中基態電子組態違反遞建原理的第一個元素，此現象也陸續在其他元素的電子組態中出現，像是銅（Cu）、鈮（Nb）和鉬（Mo）。會發生這個現象，乃是相同軌域中兩個電子發生排斥所造成。
遵守遞建原理的元素，其將電子躍遷至較高能階所需的能量極大，不足以彌補其減少成對電子間的斥力所降低的能量；然而在3d過渡金屬中，4s軌域與鄰近較高能階的3d軌域間，能隙非常小，而3d軌域擁有五個等能階的軌域，其相同自旋的電子可以互換而降低能量，獲得穩定。
以鉻為例，依照遞建原理，電子組態應為[Ar]4s23d4，但若電子組態為[Ar]4s13d5，使4s和3d軌域皆呈現半填滿狀態，則可降低能量，使之更穩定。

### 化学性质
铬在室温下化学性质稳定，但在红热时会与空气作用生成蓝色的氧化层。
可溶于稀盐酸和稀硫酸，在冷的浓硝酸或王水中钝化。

### 化合物
铬酸根CrO2−
4 呈黄色是常见的氧化剂。重铬酸根Cr
2O2−
7呈橙色。铬离子Cr3+
绿色。亚铬离子Cr2+呈蓝色
| 铬的氧化态 | 铬的氧化态        |
| ---------- | ----------------- |
| −2         | Na 2[Cr(CO) 5]    |
| −1         | Na 2[Cr 2(CO) 10] |
| 0          | Cr(C 6H 6) 2      |
| +1         | K 3[Cr(CN) 5NO]   |
| +2         | CrCl 2            |
| +3         | CrCl 3            |
| +4         | K 2CrF 6          |
| +5         | K 3CrO 8          |
| +6         | K 2CrO 4          |

### 同位素
铬共有28个同位素，其中三个是稳定的，即52Cr、53Cr和54Cr。52Cr的丰度最高，约83.789%。

## 應用
大多用於製不銹鋼等特殊鋼，例如：汽車零件、工具、磁帶、錄影帶、菜刀等廚房用品。可以提升鋼的強度又具極佳的耐熱性，使用於製造飛機引擎及核能器械用的超合金（超耐熱抗蝕合金）及鍍覆等用途。
镀铬分为防护装饰性镀铬和耐磨镀铬两大类。前者是防止基体金属生鏽和美化产品外观，后者是提高机械零件的硬度、耐磨、耐蚀和耐温等性能。镀铬层具有很高的硬度和很低的摩擦系数。装饰镀铬是在光亮的底层镀上0.25~2um的铬层。多孔铬主要用于气缸内腔、活塞环上，利用其微孔吸入的润滑油来提高零件的耐磨性。镀黑铬层则用于需要消光而又耐磨的零件上。镀乳白铬主要用于各种量具。
鉻可用來製作顏料「鉻綠」及「鉻黃」。

### 碳化铬
铬的碳化物可以作为晶粒抑制剂，在硬质合金和陶瓷领域加入应用。其中在硬质合金的应用尤为重要。其中抑制作用Cr3C2＞NbC。
其中在炼钢过程中，加入碳化铬能大幅度提高钢的韧性、抗弯程度和抗氧化性。

## 三價鉻的生理作用
部分人认为铬是人体必需的微量元素，在肌体的糖代谢和脂代谢中发挥特殊作用。三价的铬是对人体有益的元素，而六价铬是有毒的。人体对无机铬的吸收利用率极低，不到1%；人体对有机铬的利用率可达10-25%。铬在天然食品中的含量较低、均以三价的形式存在。
确切地说，铬的生理功能是与其它控制代谢的物质一起配合起作用，如激素、胰岛素、各种酶类、细胞的基因物质（DNA和RNA）等。铬的生理功能主要有：
1. 是葡萄糖耐量因子的组成部分，对调节体内糖代谢、维持体内正常的葡萄糖耐量起重要作用。
2. 影响机体的脂质代谢，降低血中胆固醇和甘油三酯的含量，预防心血管疾病。
3. 是核酸类（DNA和RNA）的稳定剂，可防止细胞内某些基因物质的突变并预防癌症。

正常健康成人每天尿裡流失约1微克铬。
啤酒酵母、废糖蜜、干酪、蛋、肝、苹果皮、香蕉、牛肉、面粉、鸡以及马铃薯等为铬的主要来源。

## 六價鉻的危害
- 危害途径：吸入、皮肤接触等。

### 对皮肤
皮肤直接接触铬化合物所造成的伤害：

#### 铬性皮肤溃疡（铬疮）
铬化合物并不损伤完整的皮肤，但当皮肤擦伤而接触铬化合物时即可发生伤害作用。铬性皮肤溃疡的发病率偶然性较高，主要与接触时间长短，皮肤的过敏性及个人卫生习惯有关。铬疮主要发生于手、臂及足部，但只要皮肤发生破损，不管任何部位，均可发生。指甲根部是暴露处，容易积留髒物，皮肤也最易破损，因此这些部位也易形成铬疮。形成铬疮前，皮肤最初出现红肿，具搔痒感，不作适当治疗可侵入深部。溃疡上盖有分泌物的硬痂，四周部隆起，中央深而充满腐肉，边缘明显，呈灰红色，局部疼痛，溃疡部呈倒锥形，溃疡面较小，一般不超过3mm，有时也可大至12—30mm，或小至针尖般大小，若忽视治疗，进一步发展可深放至骨部，剧烈疼痛，癒合甚慢。

#### 铬性皮炎及湿疹
接触六价铬也可发生铬性皮炎及湿疹，患处皮肤搔痒并形成水泡，皮肤过敏者接触铬污染物数天后即可发生皮炎，铬过敏期长达3—6月，湿疹常发生于手及前臂等暴露部份，偶尔也发生在足及踝部，甚至脸部、背部等。

### 对呼吸道

#### 铬性鼻炎
接触铬盐常见的呼吸道职业病是铬性鼻炎，该病早期症状为鼻粘膜充血，肿胀、鼻腔干燥、搔痒、出血，嗅觉减退，粘液分泌增多，常打喷嚏等，继而发生鼻中隔溃疹，溃疹部位一般在鼻中隔软骨前下端1.5cm处，无明显疼痛感。
铬性鼻炎根据溃疡及穿孔程度，可为三期：
1. 糜烂性鼻炎，鼻中隔粘膜縻烂，呈灰白色斑点。
2. 溃疡性鼻炎，鼻中隔变薄，鼻粘膜呈凹性缺损，表面有浓性痂盖，鼻中粘膜苍白，嗅觉明显衰退。
3. 鼻中隔穿孔，鼻中隔软骨可见圆形成三角形孔洞穿孔处有黄色痂，鼻粘膜萎缩，鼻腔干燥。

### 对眼及耳
眼皮及角膜接触铬化合物可能引起刺激及溃疡，症状为眼球结膜充血、有异物感、流泪刺痛、视力减弱，严重时可导致角膜上皮脱落。
铬化合物侵蚀鼓膜及外耳引起溃疡仅偶然发生。

### 对肠胃道
误食入六价铬化合物可引起口腔粘膜增厚，水肿形成黄色痂皮，反胃呕吐，有时带血，剧烈腹痛，肝肿大，严重时使循环衰竭，失去知觉，甚至死亡。六价铬化合物在吸入时是有致癌性的，会造成肺癌。

### 全身中毒
此种情况甚少，症状是：头痛消瘦，肠胃失调，肝功能衰竭，肾脏损伤，单接血球增多，血钙增多及血磷增多等。

### 急救措施
- 皮肤接触：脱去被污染的衣着，用流动清水冲洗。
- 眼睛接触：立即用大量流动清水冲洗，再用氯霉素眼药水或用磺胺钠眼药水滴眼，并使用抗菌眼膏每日三次，严重时立刻就医。
- 吸入：迅速脱离现场至空气新鲜处。严重时立刻就医。
- 食入：立即用亚硫酸钠溶液洗胃解毒，口服1%氧化镁稀释溶液，喝牛奶和蛋清等，就医。

## 外部連結
- 元素铬在洛斯阿拉莫斯国家实验室的介紹（英文）
- —— 铬（英文）
- 元素铬在The Periodic Table of Videos（諾丁漢大學）的介紹（英文）
- 元素铬在Peter van der Krogt elements site的介紹（英文）
- WebElements.com – 铬（英文）